# 幹部特修課程
幹部特修課程（かんぶとくしゅうかてい、英語：Functional Officer's Course ; FOC）とは、陸上自衛隊幹部自衛官に対し、各職種の上級指揮官として必要な知識及び技能を修得させることを目的とした、陸上自衛隊独自の幹部課程である。

## 教育の概要
選抜試験によって選考された幹部に対し、各職種学校で連隊・大隊級の指揮官・幕僚として必要な知識及び技能を修得させる。教育期間は約1年間で、履修者数は職種により異なる。教育終了者は時期の差はあるが原則2等陸佐への昇任が保証され、一部は1等陸佐に昇任する。卒業後は主に大隊長、連隊・群本部の第3科長（運用訓練幕僚）、一部は師団部長、連隊長として勤務する者もある。本課程は指揮幕僚課程及び技術高級課程より一段低い格付けとなっているが、近年、人生観の相違等の理由から当初より本課程を目指すものも少なくない。受験回数は5回となっている。

### 総合情報課程
陸上自衛隊情報科職種の創設前は、「情報業務の管理、分析等の職務に従事する上級指揮官及び幕僚として必要な知識・資質等を修得させること」を目的とした総合情報課程（そうごうじょうほうかてい、英語：Global Intelligence Course ; GIC）という課程が存在した。以下に同課程の概要を記述する。
本課程は試験によって選抜された学生からなり、陸上自衛隊小平学校に約42週間入校する。教育終了後は情報本部等を初めとする情報職域に補職され、指揮幕僚課程・技術高級課程卒業者と同様、人事が地方扱いから中央（陸幕）扱いになる。総合情報課程は情報本部の創設に併せ、同要員の養成を目的に1996年（平成8年）に創設された。情報科職種の創設とともに同職種の幹部特修課程に名称が改められ、現在の教育担任部署は陸上自衛隊情報学校が担当している。

## 選考要件
幹部特修課程・旧総合情報課程ともに幹部上級課程を修了した3佐または1尉（これと同等の能力を有すると陸上幕僚長が認めた者を含む）のうち、入校の時点で年齢43歳未満の者で、選抜試験に合格した者。（指揮幕僚課程または技術高級課程の受験資格を有している者は前者の受験が優先され、併願受験は認められない）

## 海空の相当課程について
- 海上自衛隊では幹部特別課程、航空自衛隊では術科専攻課程が本記事に相当する課程として存在し、いずれも2佐又は3佐を主対象としている。
- 海自幹部特別課程は幹部の素養教育と位置づけられており、指揮幕僚課程又は幹部専攻科課程に合格しなかった者に対する救済手段的な位置づけにある。履修するための選抜試験はない。事実上、特別課程修了者は指揮幕僚課程修了者と昇任において同等に扱われる。
- 空自術科専攻課程は一般教育ではなく、特技教育として位置づけられている。履修するためには選抜試験に合格する必要がある。